# Adámi Pál
Adámi Pál (Bellus, 1739. július 9. – Bécs, 1795. szeptember 21.) orvosdoktor.

## Élete
Adami Mihály testvére; 1766-ban lett orvosdoktorrá. Az ausztriai és stiriai marhavész során 1767-ben Horvátországban királyi állatorvosnak, 1775-ben a bécsi egyetem állatorvosi karának tanárává nevezték ki; ezt a  tisztséget haláláig viselte.

## Művei
- Hydrographia comitatus Trencsinensis. Viennae, 1766. (Specimen hydrographiae Hungaricae czímmel 1780-ban Bécsben változatlanul lenyomatta. Ezen munka Trencsénmegyének jól kidolgozott monographiáját foglalja magában, melyet Cranz is dicsér De aquis medicatis c. művében.)
- Beiträge zur Geschichte der Viehseuchen in den k. k. Erbländern. Wien, 1781.
- Untersuchung und Geschichte der Viehseuchen in den k. k. Erbländern. Uo. 1782.
- Bibliotheca Loimica. Uo. 1784.
- Reflexiones pathologicae super chronologicam pestium onmis aevi memorians. Uo. 1784.
- Vorsichten und Mittel wider die Viehseuche. Uo. 1800.